# Hélène Martini
Hélène de Cressac Martini (6 de agosto de 1924 – 5 de agosto de 2017) fue una artista de striptease y propietaria de club francesa de origen polaco. Fue la propietaria del nightclub Folies Bergère, y fue apodada "La Condesa" y "La empratriz de la noche".
Martini viajó de Bielorrusia a París a los 20 años después de sobrevivir al Holocausto. Se cree que fue la única superviviente de su familia. Cuando comenzó en el Folies Bergere, ganó tres millones de francos en la lotería.. Luego pasó a emplear sus habilidades empresariales en dirigir media docena de clubes nocturnos de París, primero con su esposo nacido en Siria, Nachat Martini, abogado, profesor y agente secreto (1910–1961), con el que se casó en 1955. Después de muerte de éste en 1961, lo hizo en solitario. La preja no tuvo hijos. Murió en 2017, un día antes de cumplir los 93 años, sin dejar parientes.